# Nematocarcinus sigmoideus
Nematocarcinus sigmoideus is een garnalensoort uit de familie van de Nematocarcinidae. De wetenschappelijke naam van de soort is voor het eerst geldig gepubliceerd in 1984 door Macpherson.